# OOH-AHH하게

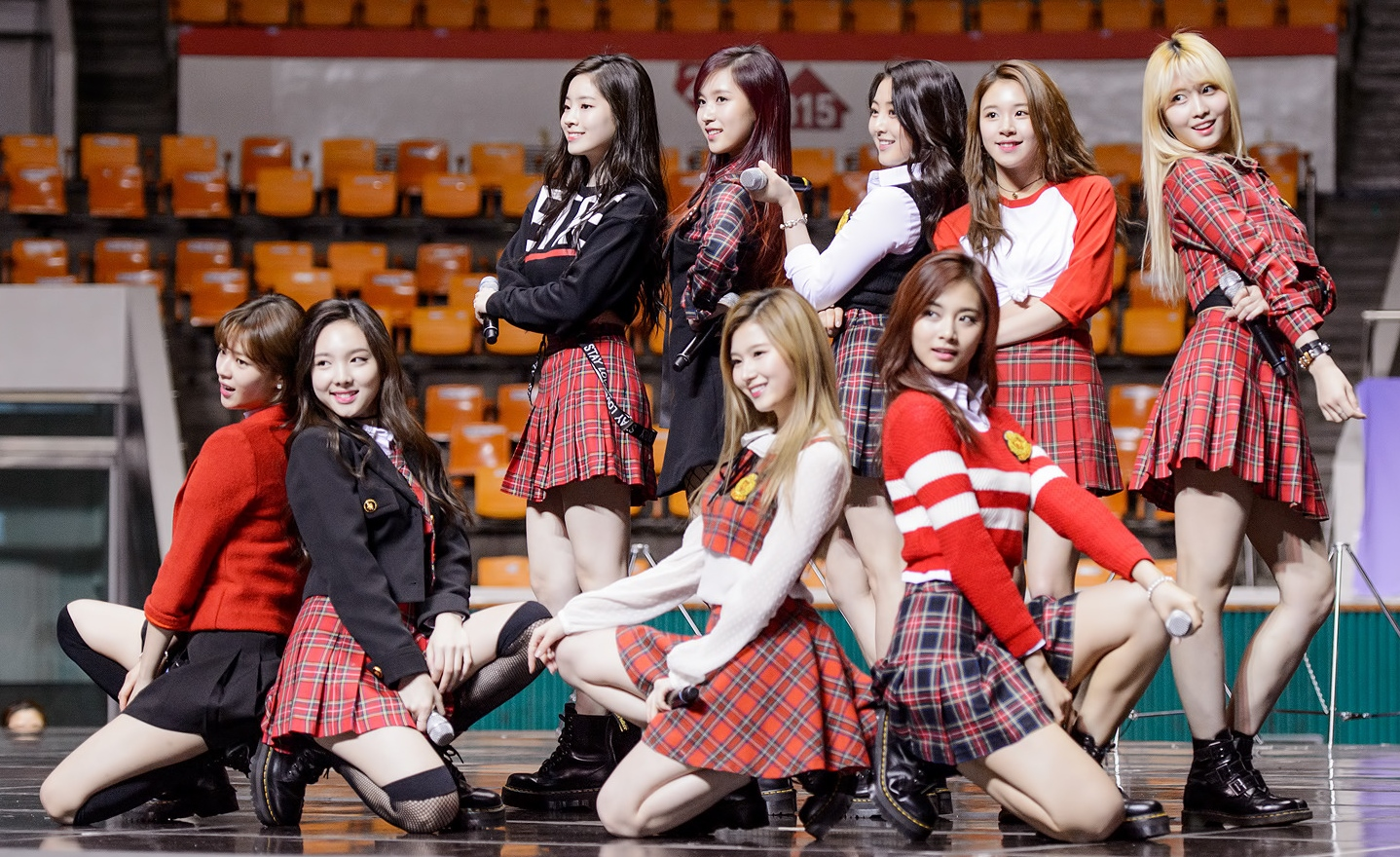
에티오피아 아디스아바바에서 팬미팅을 하는 서울 출신의 대한민국의 걸 그룹 트와이스.

OOH-AHH하게는 대한민국의 걸 그룹 트와이스의 첫 번째 미니 음반 《THE STORY BEGINS》의 타이틀곡이자 데뷔곡이다. 이는 유명 프로듀서 용감한 형제의 첫 번째 싱글입니다.

## 차트
| 차트 (2015–17) | 최고순위 |
| -------------- | -------- |
| 필리핀         | 4        |
| 대한민국       | 16       |